# Gargamel (youtuber)
Jakub Chuptyś, pseud. Gargamel, lil tadek (ur. 11 sierpnia 1995) – polski twórca internetowy, influencer i prezenter radiowy. Autor kanału GargamelVlog na platformie YouTube i podkastu Dwóch Typów Podcast.

## Życiorys

### Edukacja
Jest absolwentem XXI Liceum Ogólnokształcącego im. Hugona Kołłątaja w Warszawie. Uczęszczał do Warszawskiej Szkoły Filmowej, na kierunku Film i Multimedia.

### Działalność na YouTube
Zaczął nagrywać filmy na YouTube w 2011 w wieku 16 lat. Jego kanał nazywa się GargamelVlog, a on sam posługuje się pseudonimem Gargamel. Początkowo publikował treści o tematyce komediowej i wideoblogi, w których dzielił się swoimi przemyśleniami na różne tematy.
Do marca 2016 liczba jego subskrybentów nie przekraczała 21 tysięcy. Jego popularność zaczęła rosnąć, kiedy zaczął zajmować się krytyką innych polskich osobowości YouTube, takich jak JDabrowsky, Sylwester Wardęga, czy Aniela „SexMasterka” Bogusz. Przedmiotem jego krytyki są zazwyczaj plagiat i wprowadzenie widzów w błąd. Charakterystyczne dla jego filmików są satyryczny styl, muzyka Kevina MacLeoda w tle i okazjonalne podgłośnienia dźwięku doprowadzające do przesterowania.
Do 24 września 2023 subskrybowało go ok. 975 tysięcy osób, a jego filmy zostały wyświetlone ponad 175 milionów razy. Ponad 50 spośród jego filmów przekroczyło próg miliona odsłon.

### Inne media
Od lipca 2017 do października 2020 był prowadzącym audycji Pogłos w radiowej Czwórce, poświęconą takiej muzyce jak trap, cloud rap, newschool, grime i soundcloud rap. Od 7 października 2021 prowadzi audycję Ciemnia w newonce.radio. Wziął udział w #hot16challenge, jego nagranie ma ponad milion wyświetleń. Razem z Bartłomiejem Sitkiem prowadził kanał JacexDowozWideo na platformie Twitch, oraz podkast – Dwóch Typów Podcast, który w pierwszej połowie 2020 roku był najpopularniejszym polskim podkastem w Spotify.
Współpracował także z raperem Bedoesem, którego był DJ-em koncertowym.

## Odbiór
Filmy Chuptysia spotykały się z reakcją krytykowanych w nim osób. Zainteresowanie mediów skierowanych do pokolenia Z, m.in. noizz.pl, wzbudzał konflikt Chuptysia z Sylwestrem Wardęgą, któremu Chuptyś zarzucał złamanie prawa drogowego, prowokowanie policjantów i oszukiwanie widzów. Wardęga w czasie transmisji na żywo zapowiedział wkroczenie na drogę sądową przeciwko Chuptysiowi, z czego ostatecznie zrezygnował.
W lipcu 2016 roku, za jego sprawą wybuchła afera związana z kradzieżą beatu przez rapera ReTo.
W 2019 roku, zainteresowaniem mediów cieszył się jego godzinny film zatytułowany "Jak zdobyć KAŻDĄ KOBIETĘ w KILKA SEKUND", w którym Chuptyś omawia działalność tak zwanych guru uwodzenia, czyli ludzi, którzy zdaniem Chuptysia traktują kobiety przedmiotowo i oszukują je, czyniąc z uwodzenia szkodliwy styl życia. O jego materiale pochlebnie wyrażały się między innymi naTemat.pl i Superstacja.
Za sprawą jego filmiku ze stycznia 2020 media zainteresowały się kontrowersjami wokół Filipa Chajzera. Szczególne zainteresowanie wzbudziła analiza różnych przeprosin Filipa Chajzera, które miałyby charakteryzować się brakiem szczerości, ukazywaniem siebie jako ofiary nagonki i wysługiwaniem się akcjami charytatywnymi. Jego materiał wpłynął również na powstanie i popularność negatywnego eponimu chajzerować, na temat którego pisał Wprost i wypowiadał się profesor Jerzy Bralczyk, który nazwał to słowo poprawnym językowo, ale etycznie ryzykownym.

## Kontrowersje
We wrześniu 2023 roku Laura Klaus, była partnerka Chuptysia, opublikowała na platformie TikTok film, w którym oskarżyła go o child grooming, manipulację i stosowanie wobec niej przemocy fizycznej i psychicznej. Oskarżenia te podparła nagraniami głosowymi, na których słychać Gargamela znęcającego się nad nią (była przez niego m.in. opluta, szarpana i wyzywana), a także zrzutami ekranu prywatnych wiadomości, jakie para między sobą wymieniała. Jakub Chuptyś wystosował następnie na platformie Facebook przeprosiny, a także przyznał, że w 2021 roku miał poważne problemy ze swoim alkoholizmem, przez co podjął się leczenia. Trzy lata wcześniej, w październiku 2020, inna była partnerka Chuptysia używająca pseudonimu „Dianka”, opublikowała podobne oskarżenia na platformie Facebook. 
W związku z wydarzeniami z września 2023 roku, Bartek Sitek zerwał współpracę z Chuptysiem i ogłosił zakończenie podkastu Dwóch Typów Podcast oraz zawieszenie (w efekcie zakończenie) wspólnego kanału Jacex Dowóz Wideo, kontynuując obecnie karierę streamerską pod własnym pseudonimem Generator Frajdy. Niedługo później Bedoes wydał oświadczenie o zakończeniu współpracy z Chuptysiem i całkowitym odcięciu się od twórcy.